# Musée Bible et Terre Sainte
Le musée Bible et Terre Sainte se situe au sein de l'Institut catholique de Paris, au 21 de la rue d'Assas dans le 6e arrondissement de Paris. Il est géré par l'association Bible et Terre sainte, fondée en 1957.

## Description
La collection du musée, riche de 3 000 pièces, comporte des céramiques et une grande diversité d'objets qui illustrent la vie quotidienne en Palestine depuis le Néolithique jusqu'à la période croisée.
Parmi ces objets, quelques-uns sont particulièrement remarquables : un masque funéraire provenant vraisemblablement du sud-ouest de la mer Morte, daté de 7 000 av. J.-C., et dont il n'existe que cinq exemplaires connus au monde, ou encore un fragment de manuscrit de la mer Morte ainsi que deux jarres provenant du fameux site de Qumrân.